# Rooney Prize for Irish Literature
Der Rooney Prize for Irish Literature ist ein irischer Literaturpreis, der jährlich an einen aufstrebenden irischen Schriftsteller unter 40 Jahren verliehen wird.
Der Preis wurde 1976 gestiftet von Dan Rooney, Präsident der Pittsburgh Steelers und seit 2009 US-amerikanischer Botschafter in Irland. Seit 2007 wird der Rooney Prize vom Oscar Wilde Centre for Irish Writing des Trinity College Dublin verwaltet. Er ist mit 10.000 Euro dotiert (Stand 2019). 2019 wurde erstmals ein nicht-fiktionales Werk ausgezeichnet.

## Preisträger
- 1976: Heno Magee
- 1977: Desmond Hogan
- 1978: Peter Sheridan
- 1979: Kate Cruise O’Brien
- 1980: Bernard Farrell
- 1981: Neil Jordan
- 1982: Medbh McGuckian
- 1983: Dorothy Nelson
- 1984: Ronan Sheehan
- 1985: Frank McGuinness
- 1986: Paul Mercier
- 1987: Deirdre Madden
- 1988: Glenn Patterson
- 1989: Robert McLiam Wilson
- 1990: Mary Dorcey
- 1991: Anne Enright
- 1992: Hugo Hamilton
- 1993: Gerard Fanning
- 1994: Colum McCann
- 1995: Philip MacCann
- 1996: Mike McCormack
- 1997: Anne Haverty
- 1998: David Wheatley
- 1999: Mark O’Rowe
- 2000: Claire Keegan
- 2001: Keith Ridgway
- 2002: Caitríona O’Reilly
- 2003: Eugene O’Brien
- 2004: Claire Kilroy
- 2005: Nick Laird
- 2006: Philip Ó Ceallaigh
- 2007: Kevin Barry
- 2008: Leontia Flynn
- 2009: Kevin Power
- 2010: Leanne O’Sullivan
- 2011: Lucy Caldwell
- 2012: Nancy Harris
- 2013: Ciarán Collins
- 2014: Colin Barrett
- 2015: Sara Baume
- 2016: Doireann Ní Ghríofa
- 2017: Elizabeth Reapy
- 2018: Caitriona Lally für Eggshells
- 2019: Mark O’Connell für To Be a Machine (nonfiction)
- 2020: Stephen Sexton für If All the World and Love Were Young (poetry)
- 2021: Niamh Campbell für This Happy (novel)